# Oghamstein von Ballinrannig

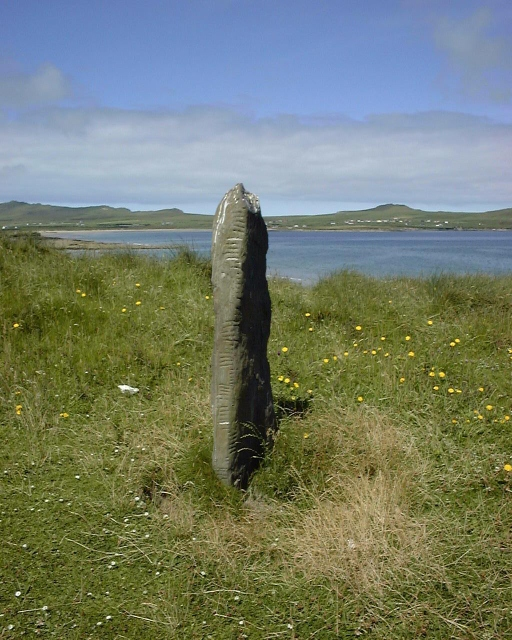
Oghamstein von Ballinrannig

Der Oghamstein von Ballinrannig (Nummerierung nach dem Corpus inscriptionum Insularum Celticarum  CIIC 154) ist der einzige von sieben im Townland Ballinrannig (irisch Baile an Reannaigh) 1848 entdeckten Oghamsteinen, der an seinem Standort an der Smerwick-Bucht auf der Dingle-Halbinsel im County Kerry in Irland verblieb. Eine Skizze der beim Sturm freigelegten Grabstätte zeigt die im Halbkreis angeordneten Oghamsteine und ein mit Platten ausgekleidetes Grab.
Lord Ventry entfernte Mitte des 19. Jahrhunderts sechs der Steine. Die Nrn. 1 bis 4 säumen als Oghamsteine von Coláiste Íde die Auffahrt zum Burnham House, zwischen Dingle und Ventry, Die Nrn. 5 und 6 (auch Oghamsteine von Tullygarran genannt) befinden sich auf Chute Hall in der Nähe von Tralee.
Der Oghamstein von Ballinrannig steht auf einem Hügel am Fuß einer kleinen Landzunge am Hafen von Smerwick und ist 1,76 m hoch, 0,63 m breit und 0,18 m dick (es finden sich auch andere Maßangaben). Er ist ein National Monument und besteht aus Brekzie.
Die Ogham-Inschrift befindet sich an zwei diametral entgegengesetzten Winkeln (oben-unten). Obwohl am zweiten Winkel nur wenige Zeichen erhalten sind, interpretierte R. A. S. Macalister (1870–1950) den Text als ᚛ᚇᚑᚃᚃᚔᚅᚔᚐᚄ᚜ DOVVINIAS. Die Anfangsbuchstaben des Personennamens sind unklar und I. Cuppage widerspricht Macalister. 2016 war der Stein mit Moos und Flechten bedeckt, was die Lesbarkeit der Inschrift erschwerte, insbesondere an den Problemstellen am Anfang und am Ende der schwer zu deutenden Inschrift. Sie lautet: ᚛ᚉᚒᚅᚐᚋᚐᚊᚊᚔ ᚉᚑᚏᚁᚁᚔ ᚋᚐᚊᚊᚔ ᚋᚒᚉᚉᚑᚔ ᚇᚑᚃᚃᚔᚅᚔᚐᚄ᚜ CUNAMAQQI CORBBI MAQQI MUCCOI DOVVINIAS, Übersetzung nach Ziegler mit altirischen Namensformen: „des Conmac (Hundesohn) Corbmac (Rabensohn) der Sippe Duibne“ (Muccoi Duvvinias verweist auf den Stamm Corca Dhuibhne, nach dem die Halbinsel Dingle im Irischen benannt ist.) 